# Dexter Jackson (giocatore di football americano)
Dexter Lamar Jackson (Quincy, 28 luglio 1977) è un ex giocatore di football americano statunitense che ha giocato nel ruolo di safety (defensive back) per undici stagioni nella National Football League (NFL). Fu scelto nel corso del quarto giro (113º assoluto) del Draft NFL 1999 dai Tampa Bay Buccaneers. Al college ha giocato a football all’Università statale della Florida.
Jackson ha vinto un anello del Super Bowl coi Buccaneers nel Super Bowl XXXVII, venendo nominato anche MVP. Successivamente ha giocato per gli Arizona Cardinals e i Cincinnati Bengals.

## Carriera professionistica

### Tampa Bay Buccaneers
Jackson fu scelto dai Tampa Bay Buccaneers nel corso del quarto giro del Draft 1999. Il suo debutto nella NFL lo giocò contro i Denver Broncos.
Jackson fu eletto il miglior giocatore del Super Bowl XXXVII, dove fece registrare due intercetti. Il suo margine di vittoria lo ottenne grazie alle votazioni dei tifosi via internet. Se non fosse stato per i voti dei fan, Simeon Rice si sarebbe aggiudicato il premio. Fu la prima safety a vincere il premio da Jake Scott nel 1973, il terzo defensive back in assoluto (dopo Scott e Larry Brown). Dopo di lui, per vedere un altro difensore eletto MVP di un Super Bowl si dovette attendere il 2014, con Malcolm Smith dei Seattle Seahawks al Super Bowl XLVIII.

### Arizona Cardinals
La vittoria del Super Bowl avvenne poco prima che Jackson si dichiarasse free agent. I Pittsburgh Steelers avevano raggiunto un accordo verbale col giocatore ma all'ultimo minuto questi si accordò con gli Arizona Cardinals. Gli Steelers ricorsero al "Piano B" e scelsero nel draft Troy Polamalu.

### Ritorno ai Buccaneers
Jackson fece ritorno ai Buccaneers nel 2004 e giocò con essi fino alla stagione 2005.

### Cincinnati Bengals
Prima della stagione 2006, Jackson firmò coi Cincinnati Bengals in qualità di free agent. Rimase con loro per tre stagioni prima di essere svincolato il 6 marzo 2009.

## Palmarès

### Franchigia
- Super Bowl : 1

Tampa Bay Buccaneers: XXXVII
- National Football Conference Championship: 1

Tampa Bay Buccaneers: 2002

### Individuale
- MVP del Super Bowl: 1

2002

## Statistiche
| Partite totali    | 118 |
| Tackle totali     | 433 |
| Sack fatti        | 5,0 |
| Intercetti fatti  | 17  |
| Fumble forzati    | 5   |
| Fumble recuperati | 0   |